# Torment (film 2013)
Torment è un film del 2013 diretto da Jordan Barker.
Si tratta di una pellicola prodotta in Canada di genere horror.

## Trama
Mary Bronson, un'adolescente problematica, dopo una lite col padre Jim si chiude in camera. La madre Maggie, sentendo rumori strani, esce a controllare e viene uccisa da un uomo incappucciato. Anche Jim viene assassinato da un altro aggressore. I due uomini entrano nella stanza di Mary, che urla terrorizzata.
Cory Morgan, con la nuova moglie Sarah e il figlio di sette anni Liam, si reca nella casa di campagna per una vacanza. Liam, ancora scosso dalla morte della madre, tratta Sarah con freddezza. Arrivati, trovano la casa in disordine e chiamano lo sceriffo Hawkings, che non trova i colpevoli ma lascia il suo numero. Cory scopre che la vicina casa dei Bronson è abbandonata.
Durante la notte, Sarah e Cory scoprono che Liam è scomparso. Chiamano Hawkings, ma la sua auto esplode davanti alla casa, uccidendolo. Un uomo con maschera da topo appare. Sarah si barrica, mentre Cory cerca Liam. Sarah viene attaccata da una donna con maschera da maiale e perde conoscenza cadendo dalle scale.
Cory trova i corpi dei Bronson e viene aggredito da uomini con maschere da topo e coniglio. Viene legato e torturato con scosse elettriche. Mr. Mouse, l'aggressore, mostra il suo volto mostruoso e costringe Cory a dire a Liam di non amarlo. Liam viene portato via, lasciando Cory disperato.
Sarah si libera e fugge nel bosco, inseguita da Lady Pig. Dopo una lotta, riesce a ucciderla con una pietra. Cory si libera, trova Liam e lo convince a fuggire. Vengono attaccati da una donna con maschera da scimmia, che si rivela essere Mary Bronson. Cory la stordisce e nasconde Liam nel bosco. Sarah uccide Mr. Mouse con l'apparecchio usato per torturare Cory. I due si riuniscono, ma un uomo con maschera da coniglio spara a Cory, uccidendolo. Sarah fugge con Liam e riesce a neutralizzare l'assalitore.
Il giorno dopo, la polizia soccorre Sarah e Liam. Mary Bronson viene scortata da un agente, ma Mr. Mouse, sopravvissuto, uccide l'agente e fugge con Mary. Mary chiede di una nuova madre, e Mr. Mouse risponde che il padre arriverà presto. Nel finale, l'uomo con maschera da coniglio si toglie la maschera e uccide l'autista dell'ambulanza.